# Mistrzostwa Świata w biegu 6-dniowym 2025
Mistrzostwa Świata w biegu 6-dniowym 2025 – zawody lekkoatletyczne, które odbyły się 28 kwietnia – 4 maja 2025 w Vallon-Pont-d’Arc, Francja.

## Medaliści
|                         | 1. miejsce     | Rezultat       | 2. miejsce     | Rezultat   | 3. miejsce        | Rezultat   |
| Mężczyźni indywidualnie | Ivan Zaborskii | 1047,554 km RŚ | Frank Gielen   | 900,487 km | Jean-Michel Terme | 843,042 km |
| Kobiety indywidualnie   | Megan Eckert   | 970,685 km RŚ  | Irina Masanova | 832,937 km | Mariana Nenu      | 653,171 km |